# Robert de Sorbon
Robert de Sorbon (Sorbon (Ardenes), 9 d'octubre del 1201 - París, 5 d'agost del 1274) fou un teòleg francès.
Capellà i confessor del rei Lluís IX de França, va crear a París el 1257 el Col·legi de la Sorbona (Collège de Sorbonne) per a 20 estudiants de teologia. Aquest centre esdevindria més tard la Universitat de la Sorbona.